# 48838 Markackermann
48838 Markackermann este o planetă minoră (asteroid) din centura de asteroizi. A fost descoperită pe 15 ianuarie 1998 la Caussols de OCA-DLR Asteroid Survey⁠(d). 
Obiectul prezintă o orbită caracterizată de o semiaxă mare de 3,0749251283242 UAi, o excentricitate de 0,29858444837012, o înclinație de 12,879137993589 ° în raport cu ecliptica.